# Kademanuganahalli, Hunsur
Kademanuganahalli là một làng thuộc tehsil Hunsur, huyện Mysore, bang Karnataka, Ấn Độ.